# Maler und Käufer
Maler und Käufer ist eine Federzeichnung Pieter Bruegels des Älteren in der Grafischen Sammlung Albertina, die kunsthistorisch „um 1566“ datiert wird. Ein alternativer Titel ist Künstler und Kenner.

## Technik und Ausstellungsort
Es ist eine braune Federzeichnung mit den Maßen 25,5 × 21,5 cm. Aufbewahrungsort ist die Grafische Sammlung Albertina in Wien, Inventarnummer 7500.

## Inhalt und Ausführung
Bruegel macht die Kunstproduktion selbst zum Thema. Links der Maler hält in seiner Rechten einen Pinsel und sieht grimmig links am Betrachter vorbei, vermutlich zu dem Objekt, das er malt. Die Staffelei ist nicht zu sehen. Ein zweiter Mann rechts angeschnitten blickt über die Schulter des Malers auf das entstehende Gemälde, das jedoch für den Betrachter verdeckt bleibt. Bruegel beschränkt sich ganz auf die Darstellung der zwei ungleichen Männer vor dem Bild – den detailliert gezeichneten Maler mit wirrem Haupthaar, buschigen Augenbrauen und struppigem Bart und den eher umrisshaft wiedergegebenen Betrachter hinter ihm mit Kneifer, Hakennase und leicht geöffnetem Mund.
Das Bild ist links unten von Bruegel signiert.

## Deutung
Der Titel „Maler und Käufer“ ist historisch nicht belegt. 
Im Mittelalter standen Künstler in einer festen handwerklichen Tradition, die von den Auftraggebern wie Kirche, Adel oder später dem Bürgertum mitgetragen wurde. Die Darstellung von Maler und Käufer beziehungsweise Künstler und Kenner spiegelt bereits den neuen humanistischen Kunstbegriff wider, der den Maler vom subjektiven Urteil eines Kenners abhängig macht.
Nach Hans Ost ist der rechts dargestellte Mann ein „unverständiger Betrachter (...) mit blöde geöffnetem Mund, mühsam durch die Brille gafft er dem Künstler über die Schulter. Dies ist der Kenner und Amateur, wie er uns später im Kreis der römischen Antiquare um Philipp von Stosch begegnet“.
Es ist ungewiss ob es sich bei dem Maler links, wie oft angenommen, um ein Selbstporträt Bruegels handelt. Denkbar ist auch ein Porträt Hieronymus Boschs, denn dessen Arbeiten hatten den jungen Bruegel maßgeblich geprägt, so ist eine Reihe von frühen Zeichnungen in Boschs phantastischem Stil gehalten. Ein Beispiel ist Die großen Fische fressen die kleinen (1556).